# Boyd Haley
Pour les articles homonymes, voir Haley.
Boyd E. Haley, né le 22 septembre 1940 à Greensburg (Indiana), est un ancien professeur de chimie à l'université du Kentucky, plus connu pour son implication dans le mouvement anti-vaccination.

## Éducation et carrière
Originaire de Greensburg, Indiana, Haley est diplômé de New Point High School  en 1959. Quatre ans plus tard, il décroche un baccalauréat à Franklin Collège, à Franklin dans l' Indiana, puis il reçoit une bourse d'enseignement à l'université Howard. Par la Suite, il a servi en tant que médecin de l'Armée américaine pendant quelques années.
En 1967, Haley a obtenu un M.S. à l'université de l'Idaho. Il est entré dans un programme de doctorat à l'université d'État de Washington, où il a travaillé « pour faire des modifications chimiques sur l'ATP pour essayer d'identifier comment et où exactement l'ATP se lie pour provoquer le mouvement des muscles ». En 1971, il y a obtenu son Ph.D. en chimie-biochimie.
Pendant trois ans, Haley a été chercheur postdoctoral à l'université Yale. De 1974 à 1985, il a été professeur à l'université du Wyoming. Par la suite, il fut nommé professeur de chimie médicale à l'université du Kentucky, dont il est devenu président du département de chimie en 1997. Il est maintenant professeur émérite.

## Recherche fondamentale
En 1992, Haley et l'un de ses collègues ont rapporté des niveaux de glutamine synthétase considérablement plus élevé  lors de l'examen du liquide céphalorachidien dans les cas de maladie d'Alzheimer que dans un groupe contrôle, et ont suggéré que cela pourrait être un biomarqueur pour une aide au diagnostic,.
En 2005, Haley reproduit des conclusions selon lesquelles le sel d'or permet l'élimination du mercure à partir de molécules, et soutient la possibilité que le sel d'or permette l'élimination du mercure de protéines biologiques. Haley a noté que les sels d'or eux-mêmes peuvent être toxiques, et a appelé à l'extrême prudence avant d'appliquer des sels d'or dans le traitement médical.

## Controverse du thiomersal
Haley a été une figure de proue du mouvement anti-vaccination.  Il a fait valoir que l'exposition au mercure via les amalgames dentaires et les vaccins puisse provoquer des troubles neurologiques tels que l'autisme et la maladie d'Alzheimer. Les Services de la Santé Publique des États-Unis et l'Association Dentaire Américaine ont rejeté ces allégations,.
Haley a comparu en cour à titre de témoin expert à l'encontre des fabricants de vaccins, en estimant que le thiomersal cause l'autisme, mais son témoignage n'a pas été accepté. En 2008, un juge a statué que son "manque d'expertise en matière de génétique, d'épidémiologie, et de neurologie de l'enfant font qu'il est impossible pour lui de fournir des bases factuelles à l'appui de son témoignage".

## Marketing
Haley est le fondateur de CTI Science, une entreprise de biotechnologie implantée à Lexington dans le Kentucky. CTI a commercialisé un produit nommé OSR#1 pour la consommation humaine. Ce produit décrit comme un complément alimentaire « antioxydant » est également un puissant chélateur d'une famille à l'origine développée pour enlever les métaux lourds dans le sol et pour le drainage minier. En juin 2008, les toxicologues de la FDA l'ont remis en question : « sur quelle base le produit pourrait être certifié comme sûr et peut être considéré comme un ingrédient alimentaire », mais CTI Science et Haley n'ont pas répondu à compter de janvier 2010. Le test a été décrit comme incomplet et indiquant une toxicité. Le 17 juin 2010, la FDA a envoyé une lettre d'avertissement en notant cinq violations potentielles, en exprimant des inquiétudes au cours de l'essai, et en exigeant une réponse dans les 15 jours,. Bien que Haley ait écrit un op-ed pour le Lexington Herald-Leader,, la FDA n'a pas reçu de réponse officielle, et OSR#1 a été retiré du marché.